# چوب‌زرد بزرگ
چوب‌زرد بزرگ (نام علمی: Sarcomelicope simplicifolia) نام یک گونه از زیرخانواده پرتقال‌پیچیان است.